# Pia Degermark

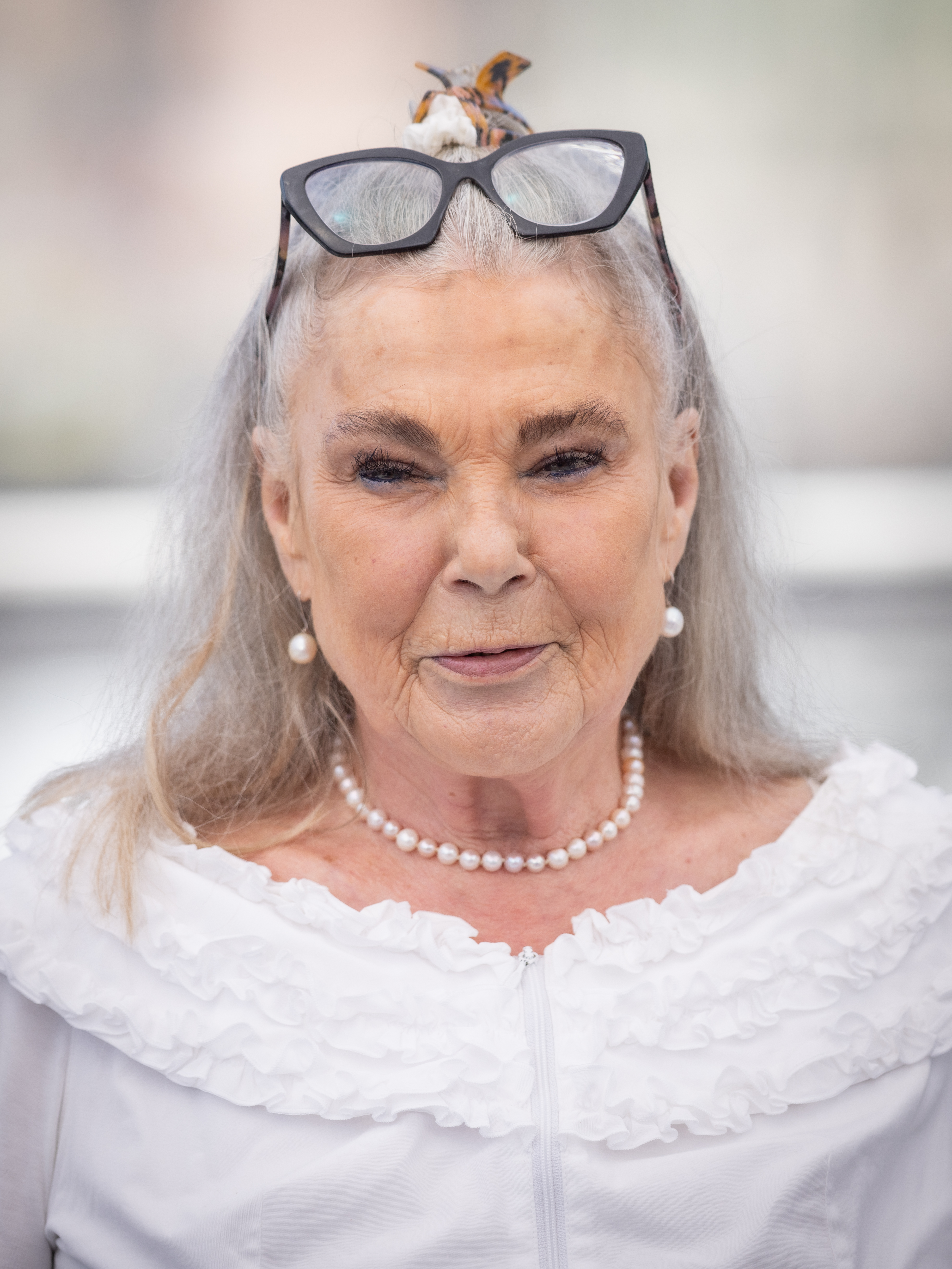
Pia Degermark beim Filmfestival von Cannes (2025)

Pia Charlotte Degermark (* 24. August 1949 in Stockholm) ist eine schwedische Schauspielerin.

## Leben und Leistungen
Degermark wuchs bis zu ihrem zehnten Lebensjahr mit einem älteren Bruder in Schweden auf, ehe sie mit ihrer Familie in die Schweiz emigrierte, wo sie ein Mädchenpensionat besuchte. Als Siebzehnjährige wurde Degermark von dem bekannten Filmregisseur Bo Widerberg entdeckt, der sie auf einem Zeitungsfoto gemeinsam mit dem damaligen schwedischen Kronprinzen Karl Gustav tanzen sah. Widerberg vertraute ihr 1967 die weibliche Hauptrolle in seinem romantischen Historiendrama Das Ende einer großen Liebe an, in dem die im Kino noch unerfahrene Degermark an der Seite von Thommy Berggren zu sehen ist. Widerbergs erster Farbfilm erzählt von der Liebesbeziehung der bekannten dänischen Seiltänzerin Elvira Madigan (1867–1889) zu dem verheirateten schwedischen Offizier Sixten Sparre, die mit dem Freitod des jungen Paares tragisch endet. Der Amour fou, die von dem Dichter Johan Lindström Saxon (1859–1935) in einer in Skandinavien bekannte Ballade verarbeitet wurde, war Erfolg bei internationalen Filmkritikern und Publikum beschieden. So bewertete die New York Times Das Ende einer großen Liebe als exquisiten und außergewöhnlichen Film und lobte Pia Degermark als „atemberaubend schöne Blondine, die all die Verehrung und Erhabenheit des Mädchens aufbringen“ würde. Das Drama gewann den Preis des National Board of Review als bester fremdsprachiger Film und brachte seiner jungen Hauptdarstellerin Nominierungen für den Golden Globe und den Britischen Filmpreis ein, wo sie jedoch gegenüber Katharine Ross beziehungsweise Dustin Hoffman (beide für Die Reifeprüfung) das Nachsehen hatte. Schon bei der internationalen Premiere von Widerbergs Film im Wettbewerb der Filmfestspiele von Cannes 1967 war Degermark mit dem Darstellerpreis ausgezeichnet worden und hatte sich gegen so renommierte Schauspielerinnen wie Geraldine Page (Big Boy – Jetzt wirst du ein Mann) oder Delphine Seyrig (Accident – Zwischenfall in Oxford) durchsetzen können.
Nach Das Ende einer großen Liebe wurde Pia Degermark in Schweden als mögliche Nachfolgerin von Ingrid Bergman gehandelt und nahm Rollen in internationalen Spielfilmproduktionen an. 1969 sah man sie an der Seite von Anthony Hopkins und Ralph Richardson in Frank Piersons Spionage-Thriller Krieg im Spiegel. In der Verfilmung eines Romans von John le Carré agierte sie als Objekt der Begierde von Christopher Jones, der vom britischen Geheimdienst beauftragt wird, in der DDR Fotos von Raketenbasen zu beschaffen. Doch weder mit ihrem Debüt im englischsprachigen Film noch in Renato Castellanis Una breve stagione, erneut neben Christopher Jones, konnte sie an den Erfolg ihrer ersten Kinorolle anknüpfen. 1971 heiratete Degermark im Beisein von Christina Onassis und Prinz Karl Gustaf von Schweden den italienischen Filmproduzenten Pier A. Caminneci († 2013), den sie bei den Dreharbeiten zu der in der BRD produzierten Sex-Komödie Gebissen wird nur nachts kennengelernt hatte. Aus der Ehe mit dem Playboy und Siemens-Erben, die 1973 geschieden wurde, stammt der gemeinsame Sohn, der beim Vater aufwuchs.
Nach der Scheidung von Pier A. Caminneci betrieb Pia Degermark ein Konferenzzentrum in Djurgården und lebte danach eine Zeit lang in den USA, wo sie sich jedoch nicht in der Filmindustrie etablieren konnte und an Mager- und Amphetaminsucht erkrankte. 1976 stand sie in der westdeutschen Fernsehserie Die Buschspringer neben Stefan Behrens und Harald Juhnke zum letzten Mal vor der Kamera. Drei Jahre später kehrte sie in ihr Heimatland Schweden zurück. Dort arbeitete sie für eine Organisation, die sich der Unterstützung von magersüchtigen Frauen verschrieb, und als Kulturassistentin für eine Athletikorganisation. 1991 wurde Degermark wegen Drogenbesitzes und Betruges zu einer vierzehnmonatigen Gefängnisstrafe verurteilt. Wenig später wurde ihr zweiter Sohn geboren, der in einer Pflegefamilie aufwuchs. Nach einem schweren Autounfall, der bleibende Schäden am rechten Bein hinterließ, lebt sie heute als Invalidin in Stockholmer Stadtteil Hägersten und widmet sich der Handarbeit. 2006 veröffentlichte Degermark in Schweden ihre Autobiografie Gud räknar kvinnors tårar (dt.: „Gott zählt Frauentränen“).

## Filmografie
- 1967: Das Ende einer großen Liebe (Elvira Madigan)
- 1969: Krieg im Spiegel (The Looking Glass War)
- 1969: Una breve stagione
- 1971: Gebissen wird nur nachts – das Happening der Vampire
- 1976: Die Buschspringer (Fernsehserie)

## Auszeichnungen
- 1967: Darstellerpreis der Internationalen Filmfestspiele von Cannes für Das Ende einer großen Liebe
- 1968: Golden-Globe-Nominierung für Das Ende einer großen Liebe (Beste Nachwuchsdarstellerin)
- 1969: Nominierung für den Britischen Filmpreis für Das Ende einer großen Liebe (Beste Nachwuchsdarstellerin)